# Garcinia cataractalis
Garcinia cataractalis är en tvåhjärtbladig växtart som beskrevs av T. C. Whitmore. Garcinia cataractalis ingår i släktet Garcinia och familjen Clusiaceae. Inga underarter finns listade i Catalogue of Life.